# Aggersundrevyen
Aggersundrevyen er en dansk lokalrevy, beliggende i Aggersund nord for Løgstør. Aggersundrevyen havde sin start i 1986, i et lille telt på Aggersund Stadion, men rykkede senere ind i Aktivitetshuset, da det stod færdigt i 1994. Der er ca. plads til 130 personer i salen i Aktivitetshuset. Aggersundrevyen har spillet hvert år fra 1986 og frem til 2010, hvor det blev besluttet at spille revy hvert andet år. 
Aggersundrevyen spillede i byfesten i Aggersund indtil 2024, hvor det blev besluttet at rykke revyen til oktober. 
Alle teksterne er de seneste mange år skrevet af revyskuespillerne selv.
Aggersundrevyen har også deltaget i Revyernes Revy, som blev afholdt hvert andet år (ulige) i Vesthimmerlands Musikhus ALFA. Revyernes Revy er et show fyldt med indslag fra Vesthimmerlands Kommunes mange lokalrevyer.

## De enkelte udgaver
Aggersundrevyen 1986
I 1986 bestemte lokale kræfter sig for at skabe en revy i Aggersund efter at man i mange år prøvede kræfter med dilletant. Og i teltet i byfesten i 1986 kunne man opleve den allerførste Aggersundrevy.
Medvirkende: Jens Røge, Ejgil Gertsen, Ruth Werner, Birthe Gertsen, Verner Bruun, Aase Kromann-Olsen, Niller Kromann-Olsen, Hans-Peter Springborg, Inger Jensen og Dorte Jensen
Musik og teknik: Hans Egelund og Bruno Haastrup
Aggersundrevyen 1987
Medvirkende: Jens Røge, Ejgil Gertsen, Ruth Werner, Birthe Gertsen, Verner Bruun, Aase Kromann-Olsen, Niller Kromann-Olsen, Hans-Peter Springborg, Inger Jensen og Dorte Jensen
Musik og teknik: Hans Egelund og Bruno Haastrup
Aggersundrevyen 1988
Medvirkende: Jens Røge, Ejgil Gertsen, Ruth Werner, Birthe Gertsen, Verner Bruun, Hans-Peter Springborg, Tove Thomsen, Karen-Marie Røge, Kim Røge og Mads Røge
Musik og teknik: Jane Gertsen, Hans Egelund og Bruno Haastrup
Aggersundrevyen 1989
Medvirkende: Jens Røge, Ejgil Gertsen, Birthe Gertsen, Verner Bruun, Aase Kromann-Olsen, Niller Kromann-Olsen og Dorte Jensen
Musik og teknik: Hans Egelund og Bruno Haastrup
Aggersundrevyen 1990
Medvirkende: Jens Røge, Ejgil Gertsen, Verner Bruun, Aase Kromann-Olsen, Niller Kromann-Olsen, Kim Røge, Tove Thomsen og Lisbeth Laudridsen
Musik og teknik: Hans Egelund og Bruno Haastrup
Aggersundrevyen 1991
Medvirkende: Jens Røge, Ejgil Gertsen, Ruth Werner, Verner Bruun, Aase Kromann-Olsen, Niller Kromann-Olsen, Dorte Jensen, Tove Thomsen og Lisbeth Lauridsen
Musik og teknik: Hans Egelund og Bruno Haastrup
Aggersundrevyen 1992
Medvirkende: Jens Røge, Ejgil Gertsen, Verner Bruun, Aase Kromann-Olsen, Niller Kromann-Olsen, Dorte Jensen, Kim Røge, Tove Thomsen og Jette Zimmer
Musik og teknik: Hans Egelund og Bruno Haastrup
Aggersundrevyen 1993
Medvirkende: Jens Røge, Ejgil Gertsen, Verner Bruun, Aase Kromann-Olsen, Niller Kromann-Olsen, Kim Røge, Jette Zimmer og Helle Lynge
Musik og teknik: Hans Egelund og Bruno Haastrup
Aggersundrevyen 1994
I 1994 rykkede man revyen ind i Aktivitetshuset i Aggersund.
Medvirkende: Jens Røge, Ejgil Gertsen, Aase Kromann-Olsen, Niller Kromann-Olsen, Kim Røge, Jette Zimmer og Gitte Gertsen
Musik og teknik: Verner Bruun, Hans Egelund og Bruno Haastrup
Aggersundrevyen 1995
Medvirkende: Jens Røge, Ejgil Gertsen, Birthe Gertsen, Aase Kromann-Olsen, Niller Kromann-Olsen, Kim Røge og Jette Zimmer
Musik og teknik: Verner Bruun, Hans Egelund og Bruno Haastrup
Aggersundrevyen 1996
Medvirkende: Jens Røge, Ejgil Gertsen, Birthe Gertsen, Marianne Frimer, Mona Stensig, Rasmus Bertelsen og Liv Invik
Musik og teknik: Verner Bruun, Trine Johansen, Hans Egelund, Bruno Haastrup
Aggersundrevyen 1997
Medvirkende: Jens Røge, Ejgil Gertsen, Kim Røge, Marianne Frimer, Mona Stensig, Rasmus Bertelsen, Liv Invik og Jonas Røge
Musik og teknik: Birthe Gertsen, Hans Egelund og Bruno Haastrup
Aggersundrevyen 1998
Medvirkende: Jens Røge, Ejgil Gertsen, Kim Røge, Marianne Frimer, Rasmus Bertelsen, Tina Fjordside, Jonas Røge, Heidie Foersom og Pernille Vigsø Bagge
Musik og teknik: Hans Egelund, Birthe Gertsen, Thomas Jensen og Leif Holm
Aggersundrevyen 1999
Medvirkende: Jens Røge, Ejgil Gertsen, Kim Røge, Marianne Frimer, Rasmus Bertelsen, Tina Fjordside, Jonas Røge og Pernille Vigsø Bagge
Musik og teknik: Trine Johansen, Ruth Werner, Hans Egelund, Daniel Andersen og Ditte Werner
Aggersundrevyen 2000
Medvirkende: Jens Røge, Ejgil Gertsen, Ruth Werner, Kim Røge, Marianne Frimer, Rasmus Bertelsen, Jonas Røge, Tina Fjordside og Tina Mogensen
Musik og teknik: Trine Johansen, Birthe Gertsen, Hans Egelund, Thomas Jensen og Ditte Werner
Aggersundrevyen 2001
Medvirkende: Jens Røge, Ruth Werner, Marianne Frimer, Jonas Røge, Tina Fjordside og Tina Mogensen
Musik og teknik: (instruktør) Kim Røge, Mette Frandsen, Helle Petterson, Trine Johansen, Anders Gissel, Daniel Andersen og Ditte Werner
Aggersundrevyen 2002
Medvirkende: Jens Røge, Ruth Werner, Kim Røge, Marianne Frimer, Rasmus Bertelsen, Jonas Røge, Tina Fjordside og Tina Mogensen
Musik og teknik: Mette Frandsen, Helle Petterson, Esben Nielsen, Jacob, Daniel Andersen og Ditte Werner
Aggersundrevyen 2003
Medvirkende: Jens Røge, Ruth Werner, Marianne Frimer, Jonas Røge, Tina Fjordside, Steffen Spiele og Charlotte Dalsgaard
Musik og teknik: Daniel Andersen
Aggersundrevyen 2004
Medvirkende: Jens Røge, Ruth Werner, Marianne Frimer, Jonas Røge, Tina Fjordside, Steffen Spiele, Charlotte Dalsgaard og Tina Mogensen
Musik og teknik: Helle Petterson, Kim Røge, Daniel Andersen og Ditte Werner
Aggersundrevyen 2005
Medvirkende: Jens Røge, Ruth Werner, Marianne Frimer, Jonas Røge, Tina Fjordside, Steffen Spiele, Charlotte Dalsgaard og Jørgen Odgaard
Musik og teknik: Helle Petterson, Kim Røge, Thomas Jensen, Daniel Andersen og Ditte Werner
Aggersundrevyen 2006
Medvirkende: Ruth Werner, Marianne Frimer, Jonas Røge, Tina Fjordside, Steffen Spiele, Jørgen Odgaard, Charlotte Dalsgaard og Anne-Cecilie Røge
Musik og teknik: Helle Petterson, Daniel Andersen og Ditte Werner
Aggersundrevyen 2007
Medvirkende: Ruth Werner, Marianne Frimer, Kim Røge, Jonas Røge, Jørgen Odgaard og Anne-Cecilie Røge
Musik og teknik: Daniel Andersen og Ditte Werner
Aggersundrevyen 2008
Medvirkende: Ruth Werner, Marianne Frimer, Jonas Røge, Steffen Spiele, Jørgen Odgaard, Martha Lundgaard, Helle Petterson og Carola Andersen
Musik og teknik: (Instruktør) Jens Røge, Peter Holst, Daniel Andersen og Ditte Werner
Aggersundrevyen 2009
Medvirkende: (Gæsteskuespiller og instruktør) Jens Røge, Ruth Werner, Marianne Frimer, Jonas Røge, Jørgen Odgaard, Helle Petterson, Carola Andersen og Katja W. Olesen
Musik og teknik: Maiken Prindsholm, Peter Holst, Holger Jensen, Daniel Andersen og Ditte Werner
Aggersundrevyen 2010 (25 års jubilæum)
I 2010 fejrede Aggersundrevyen deres 25 års jubilæum.
Medvirkende: Jens Røge, Ruth Werner, Marianne Frimer, Jonas Røge, Jørgen Odgaard, Helle Petterson, Katja W. Olesen og Ebbe Bjerre
Musik og teknik: Niels Jørgen Hertz, Daniel Andersen og Ditte Werner
Aggersundrevyen 2012
Medvirkende: Jens Røge, Ruth Werner, Marianne Frimer, Jonas Røge, Tina Fjordside, Helle Petterson og Ebbe Bjerre
Musik og teknik: Thomas Holmstrøm, Daniel Andersen og Ditte Werner
Aggersundrevyen 2014
Medvirkende: (Gæsteskuespiller) Jens Røge, Ruth Werner, Marianne Frimer, Jonas Røge, (Gæsteskuespiller) Jørgen Odgaard, Helle Petterson, Ebbe Bjerre og Signe Werner
Musik og teknik: Torben Mortensen, Daniel Andersen og Ditte Werner
Aggersundrevyen 2016
Medvirkende: Ruth Werner, Marianne Frimer, Jonas Røge, Jørgen Odgaard, Steffen Spiele, Helle Petterson og Signe Werner
Musik og teknik: Jakob Frimer Nørager, Daniel Andersen, Ditte Werner, Sofie Petterson, Kim Røge og Anne-Cecilie Røge
Aggersundrevyen 2018
Medvirkende: Marianne Frimer, Jonas Røge, Steffen Spiele, Helle Petterson, Katja W. Olesen, Sofie Petterson og Amalie Werner
Musik og teknik: Jakob Frimer Nørager, Daniel Andersen, Martin Petterson, Ditte Werner og Kim Røge
Aggersundrevyen 2020 (aflyst pga. coronavirus)
X
Aggersundrevyen 2022
Medvirkende: Marianne Frimer, Jonas Røge, Steffen Spiele, Helle Petterson, Katja W. Olesen, Sofie Petterson og Mads Frimer Nørager
Musik og teknik: Jakob Frimer Nørager, Daniel Andersen, Christian Petterson og Martin Petterson
Aggersundrevyen 2024
Medvirkende: Marianne Frimer, Jonas Røge, Helle Petterson, Katja W. Olesen, Sofie Petterson, Signe Werner, Mads Frimer Nørager og Emma Røge Albrechtsen
Musik og teknik: Daniel Andersen, Ditte Werner, Martin Petterson og Christian Petterson